# Персебая (Сурабая)
«Персатуан Сепак Бола Сурабая» або просто «Персебая» — професіональний індонезійський футбольний клуб з міста Сурабая, Східна Ява.

## Історія
«Персебая» була заснована Паджо та М. Памоеджи 18 червня 1927 року. На початку свого існування команда виступала в Сурабайській Індійській футбольній асоціації (SIVB). На той час у Сурабаї існував також відомий Сурабайський футбольний союз (SVB), заснований у 1910 році. До складу якого входили голландські, китайські та деякі індонезійські клуби («Тор», «Ексельсьйор», ГБС, «Гао Тіонг», «Мена Моерія»). У 1950 році всі клуби СВБ були поглинені «Персебаєю» (Сурабая).
19 квітня 1930 року СІВБ разом з ВІДж (Джакарта), БІВБ Бандунг (зараз Персіб (Бандунг)), МІВБ (ППСМ Магеланг), МВБ (ПСМ Мадун), ВВБ (Персіс Соло), ПСМ (ПСІМ Джокарта) також утворили Загальноіндонезійський футбольний союз (нині ПССІ) на зустрічі, яка відбулася в Societeit Hadiprojo Yogyakarta. СІВБ на зустрічі представляв М. Памоеджи. Вже наступного року почали проводити щорічне змагання між містами/об'єднаннями. У ньому СІВБ дійшов до фіналу, в якому 1938 року поступився ВІДж (Джакарта).
У 1943 році, коли Нідерланди програли Японії, творцями сновних досягнень СІВБ були переважно місцеві футболісти з незначною кількістю китайських гравців. СІВБ знову дійшов до фіналу, в якому переміг «Персіс Соло». У 1943 році СІВБ змінив назву на «Персебаджа» Сурабая (Індонезійська Футбольна Асоціація Сурабаджі). У цей період «Персебаджу» очолював доктор Севанді. У цей період команда вигравала чемпіонат у 1951 та 1952 роках.
У 1960 році «Персебаджа» змінила назву на «Персебаю» (Футбольна асоціація Сурабаджи). У період об'єдного чемпіонату команда також мала певні успіхи. Вважалася одним з грандів індонезійського футболу разом з ПСМС Медан, ПСМ Макассар, «Персіб» (Бандунг) та «Персіджа» (Джакарта). «Персебая» двічі, 1978 та 1988 року, вигравала національний чемпіонат, а також 7 разів фінішувала на другому місці (1965, 1967, 1971, 1973, 1977, 1987, 1990).
Впевнені результати команда демонструє й надалі, в тому числі з 1994 року, коли ПССІ об'єднала всі клуби з Персерікатана та Галатама в Лігу Індонезії. У 1997 році «Персебая» виграє Лігу Індонезії. 5 років по тому, 2002 року «Зелене військо» змушений був залишити вищий дивізіон національного чемпіонату та вилетіти до Дівізі Утама (зараз — Ліга 2), в якому команда виступала протягом двох наступних сезонів. Після повернення до Ліги 1, у 2005 році «Персебая» став першим індонезійським клубом, який двічі поспіль виграв два різнорівневі національні чемпіонати (Лігу 1 та Лігу 2).
Проте незабаром після цього успіху команду позбавили професіонального статусу через участь у незаконному футбольному змаганні. Членство «Персебаї» в ПССІ було відновлене лише в січні 2017 року. Тому свій шлях у 2017 році клуб розпочав у Лізі 2. Й по завершенні сезону, 28 листопада 2017 року сурабайський клуб отримав право повернутися наступного сезону до Ліги 1. У фінальному поєдинку Ліги 2 2017 року «Персебая» перемогла ПСМС Медан з рахунком 3:2.

## Досягнення

### Національні
Персерікатан
- Персерікатан
  -  Чемпіон (6): 1941, 1950, 1951, 1952, 1978, 1988
  -  Срібний призер (11): 1938, 1942, 1960, 1965, 1967, 1971, 1973, 1977, 1981, 1987, 1990

Ліга
- Прем'єр-дивізіон Індонезії/Ліга 2
  -  Чемпіон (6): 1996/97, 2004, 2017
  -  Срібний призер (1): 1998/99

### Міжнародні
Азія
- Ліга чемпіонів АФК
  - 1998 — Перший раунд (на той час — Азійський клубний чемпіонат)
  - 2005 — Груповий раунд

## Стадіон
«Персебая» проводить домашні поєдинки на стадіоні «Желора Бунг Томо». 23 липня 2012 року «Персебая» на цьому стадіоні зіграла товариський матч з «Квінз Парк Рейнджерс». Той поєдинок з рахунком 2:1 виграли англійці.

## Скандали

### Матчі
«Персебая» протягом декількох разів потрапляла до скандальних та неоднозначних ситуацій. Перемігши в чемпіонаті Індонезії сезону 1988, клуб зіграв сумно відомий матч (отримав назву «Футбольний слон»), в якому поступився «Персіпурі» (Джаяпура) з рахунком 0:12, щоб перешкодити своїм суперникам, ПСІС (Семаранг), зайняти вище місце в чемпіонаті, оскільки вони в минулому році перемогли Персебаю в фіналі плей-оф індонезійської першості. Тим не менше ця тактика принесла результат й клуб зі Сурабаї спокійно виграв Персерікатан у 1988 році, перемігши «Персіджу» (Джакарта) з рахунком 3:2.
У Прем'єр-дивізіоні Індонезії сезону 2002 року, «Персебая» вступив у змову з ПКТ Бонтанг, змусивши їх поступитися. Цей матч став однією з причин переведення клубу з Сурабаї до Першого дивізіону. У Прем'єр-дивізіоні сезону 2005 року «Персебая» здивувала громадськість, коли з 8 виграних матчів три було визнано договірними. Цей інцидент призвів до призупинення членства «Персебаї» у федерації на 2 роки. Після апеляції вирок був скорочений до 16 місяців. Проте PSSI згодом вирішив лише перевести клуб з Сурабаї до Першого дивізіону.

### Розкол
Сезон 2009/10 років став початком періоду дуалізму для клубу. «Персебая» вилетів до Дівізі Утама після 3-о перегравання поєдинку проти «Персіка» (Кедірі), перегравання відбувалися по черзі в Кедірі, Джакарті та Палембанга. У третьому повторному матчі керівництво «Персебаї» вирішило не виходити на поле, оскільки ні гравці, ні менеджмент клубу не бажав виступати в Дівізі Утама, тим не менше команду виключили з розіграшу Прем'єр-ліги Індонезії.
Наприкінці 2010 року через внутрішні протиріччя «Персебая» розділилася на дві окремі команди. Перша команда разом з тодішнім тренером Вісну Вардгана продовжила виступи в Дівізі Утама. У той же час інша команда під керівництвом Салеха Ісмаїла Мукадара виступала Прем'єр-дивізіоні Індонезії під такою ж назвою, «Персебая», але наступного сезону додала до неї дату «1927». Консорціум ПТ Пенгелола Сурабая Індонезія управляв ПТ Персебая Індонезія. ПТ Пенгелола Персебая Індонезія очолив Лано Магардгіка, колишній голова БЛІ. Незважаючи на те, що ПТ Персебая Індонезія виграла Прем'єр-лігу Індонезії, керівництво клубу неподобалося відсутність сприйняття та підтримки команди серед футбольних уболівальників, хоча команда демонструвала хорощі результати.
Розкол тривав й у 2015 році, коли «Персебая Сурабая» (ПТ Пенгелола Персебая Індонезія) змінив назву на ФК «Бонек» та «Сурабая Юнайтед», а Персебая 1927 (ПТ Персебая Індонезія) у суді виграв справу за можливість використовувати назву та логотип клубу, а також реєстрацію в Федерації, таким чином, права на «Персебаю Сурабаю» належать виключно ПТ Персебая Індонезія.
У 2016 році «Сурабая Юнайтед» об'єдналася з ПС «Полрі», після чого змінила назву на «Бгаянгкара Сурабая Юнайтед» і продовжила виступи в Індонезійському футбольному чемпіонаті. У другій половині чемпіонату, а саме в травні 2016 року, Полі (власник ПС Полрі) офіційно викупив 100% акцій «Бгаянгкара Сурабая Юнайтед» і змінив назву клубу на ФК «Бгаянгкара». У тому ж місяці на нараді в Exco, яка відбулася в Соло, «Персебая 1927» була повторно прийнята в члени ПССІ й під час конференції в Макассарі була повернута до Дівізі Утама на сезон 2017 року. Проте на з'їзді ПССІ, який відбувся в Джакарті 10 листопада 2016 року, було скасовано порядок денний попередньої конференції. Новообраний президент ПССІ, Еді Рахмаяді пообіцяв вирішити проблему «Персебаї Сурабая» на наступному конгресі в Бандунзі.

## Уболівальники
Уболівальники «Персебаї» відомі під назвою «Бонеу» (абревіатура від слів «Бондхо» та «Некат»), вони відомі своєю несамовитою та шаленою підтримкою улюбленого клубу, а також тим, що усоюди супроводжують «Персебаю».
Фани «Бонек» та клуб зокрема мають напружені стосунки з «Ареманією», найвідданішими фанами ФК «Арема». Це протистояння отримало назву «Дербі Східної Яви».
Також починаючи з епохи Персерікатану «Персебая» (Сурабая) має принципові протистояння з клубами «Персіб» (Бандунг), ПСМ Макассар та ПСІС Семаранг.

## Спонсори
У списку, який наведено нижче, вказано повний список спонсорів клубу.
Спонсори
- Kapal Api
- MPM Honda
- Honda Surabaya Center
- Antangin
- Proteam
- GO-JEK
- Safe Care
- Men's Biore
- Ardilles
- SURYA
- NusaNet

## Логотип та клубні кольори
Найпопулярнішим прізвиськом клубу є Баджул Іджо (Зелений крокодил). З моменту заснування клубу найчастіше домашня форма складалася з зелених або білих шортів та білих носків. Зелений та білі кольори також можна побачити на клубному логотипі. Виїзна форма клубу має білий або чорний колір.

## Тренерський та технічний персонал
| Посада                | Ім'я           |
| --------------------- | -------------- |
| Президент «Персебаї»  | Азрул Ананда   |
| Технічний директор    | Кандра Ваг'юді |
| Операційний директор  | Пуджи Агус     |
| Спонсорський директор | Люсія Сісілья  |

| Позиція          | Ім'я                  |
| ---------------- | --------------------- |
| Головний тренер  | Альфредо Вера         |
| Асистент тренера | Естебан Гораціо Бусто |
| Тренер воротарів | Міфтагул Гаді         |
| Аналітик матчів  | Нур Аріф              |
| Доктор команди   | Адгімас Гапто         |
| Клубний фізіолог | Афіф Курняфаф         |
| Клубний фізіолог | Дані Мулана Нуграга   |
| Скаут-пошуковець | Беджи Саг'янторо      |

| Позиція                                               | Ім'я            |
| ----------------------------------------------------- | --------------- |
| Прес-секретар                                         | Рокі Магбал     |
| Генеральний справник                                  | Дананг Бекті    |
| Менеджер з форми та екіперування                      | Сутрісно        |
| Помічник менеджера з постачання форми та екіперування | Джоко Сулістьйо |
| Помічник менеджера з постачання форми та екіперування | Басорі          |
| Масажист                                              | Норг. Мадраі    |
| Масажист                                              | Йок Себастьян   |

| Посада                                                       | Ім'я             |
| ------------------------------------------------------------ | ---------------- |
| Головний тренер команди U-23 (ПС Кота Паглаван)              | Ахмад Росьїдін   |
| Асистент головного тренера команди U-23 (ПС Кота Паглаван)   | Мет Халіл        |
| Асистент головного тренера команди U-23 (ПС Кота Паглаван)   | Янто Імам        |
| Тренер воротарів команди U-23 (ПС Кота Паглаван)             | Мурванто         |
| Тренер з фізичної підготовки команди U-23 (ПС Кота Паглаван) | Фітрог Юлангга   |
| Головний тренер команди U-19                                 | Беджо Сугьянторо |
| Асистент головного тренера команди U-19                      | Соні Сетьяван    |
| Тренер воротарів команди U-19                                | Деді Сутанто     |
| Головний тренер команди U-17                                 | Тоток Рісантоно  |

## Склад команди

### Гравці
Станом на 5 квітня 2018
| №  | Поз. | Нац.      | Гравець                         |
| -- | ---- | --------- | ------------------------------- |
| 3  | ЗХ   | Індонезія | Артур Іраван                    |
| 5  | ЗХ   | Бразилія  | Отавіо Дутра                    |
| 6  | ПЗ   | Індонезія | Місбакус Солікін (віце-капітан) |
| 7  | ПЗ   | Індонезія | Сідік Саіміма                   |
| 8  | НП   | Індонезія | Октафіанус Фернандо             |
| 9  | НП   | Індонезія | Рікі Каяме                      |
| 10 | ПЗ   | Аргентина | Робертіно Польяра               |
| 11 | НП   | Індонезія | Ферінандо Погабол               |
| 12 | ПЗ   | Індонезія | Ренді Іраван (капітан)          |
| 13 | ЗХ   | Індонезія | Рачмат Іріанто                  |
| 14 | ЗХ   | Індонезія | Рубен Санаді                    |
| 17 | НП   | Бразилія  | Давід да Сілва                  |
| 18 | ПЗ   | Індонезія | Адам Муалана                    |
| 20 | НП   | Індонезія | Освалдо Хаай                    |
| 21 | ЗХ   | Індонезія | Фандрі Імбірі                   |

| №  | Поз. | Нац.      | Гравець                         |
| -- | ---- | --------- | ------------------------------- |
| 22 | ЗХ   | Індонезія | Абу Різал Муалана (3-й капітан) |
| 25 | ЗХ   | Індонезія | Ірван Фебріанто                 |
| 26 | НП   | Індонезія | Рішаді Фаузі                    |
| 27 | ПЗ   | Індонезія | Фанді Еко Утомом                |
| 29 | ЗХ   | Індонезія | Мохамад С'яйфуддін              |
| 31 | ВР   | Індонезія | Рекі Рагаю                      |
| 33 | ВР   | Індонезія | Місвар Сапутра                  |
| 41 | НП   | Індонезія | Ірфан Джая                      |
| 44 | ЗХ   | Індонезія | Андрі Муліаді                   |
| 78 | ВР   | Індонезія | Альфонсіус Келван               |
| 82 | ПЗ   | Індонезія | Іззак Вангаі                    |
| 90 | ПЗ   | Індонезія | Нельсон аАлом                   |
| 92 | ВР   | Індонезія | Дімас Галіг                     |
| 96 | ПЗ   | Індонезія | Мухаммад Гідаят                 |

### В оренді
| № | Поз. | Нац.      | Гравець           |
| - | ---- | --------- | ----------------- |
| – | ЗХ   | Індонезія | Абдул Азіс        |
| – | ЗХ   | Індонезія | Саід Марджан      |
| – | ЗХ   | Індонезія | Рахмат Джуліандрі |

| № | Поз. | Нац.      | Гравець         |
| - | ---- | --------- | --------------- |
| – | ПЗ   | Індонезія | Курняван Карман |
| – | НП   | Індонезія | Йогі Новріан    |

### Закріплені номери
- 19  Ері Іріанто, півзахисник (1998–00) – Посмертне вшанування.

З 2001 року «Персебая» більше не використовує номер 19. Цей номер закріпили за Ері Іріанто посмертно. У поєднку «Персебаї» проти ПСІМ (Джакарта) на стадіоні «Гелора 10 листопада», 3 квітня 2000 року Ері Іріано зіткнувся з гравцем з габонським футболістом ПСІМу з Самсоном Ноуджін Кінгом. Він знепритомнів та був доставлений до лікарні. Однак вночі у лікарні Доктора Соетамо Ері помер через серцевий напад.